# Tout dire
Tout dire (Contarlo todo ), publié en 2013, est un roman de l'écrivain péruvien Jeremías Gamboa.

## Résumé
De milieu modeste, d'origine indienne, de parents séparés, Gabriel est vite élevé par son oncle et sa tante, dans un quartier défavorisé de Lima.
Ils le soutiennent pour ses études au lycée, puis à l'université (Je m'étais senti pareil à un invertébré pris dans une charge de bisons (p. 63)), où il obtient un prêt d'étudiant et une bourse au mérite qui couvre ses frais courants.
Grâce à son oncle, il obtient un stage d'été, comme apprenti journaliste sans salaire, au Proseco.
Il découvre progressivement la ville, le pays.
Il apprend à rédiger, à interviewer, à analyser.
Il poursuit ses semestres d'études : communication, journalisme, cinéma, et rencontre beaucoup de gens intéressants.
Une crise virulente d'acné avec cicatrices lui bloque tout espoir de beauté, et lui permet d'écrire sa première nouvelle, Le serpent de lave, publiée.
Comme il est un (très) bon étudiant, il peut postuler à la fin des études pour des postes intéressants, à La Industria (Bazar, Bella, Ocio) puis à la Semana.
Rédacteur, puis rédacteur-chef, puis éditeur.
Il fait la connaissance d'un étudiant de milieu favorisé, Santiago Montero, qui lui ouvre l'esprit, sur l'histoire du Pérou, l'art péruvien, la littérature péruvienne, son premier musée, et simplement la langue espagnole.
Ils participent aux Jeux Floraux, Gabriel avec une nouvelle, Santiago avec des poèmes, et un ordinateur pour objectif.
Le groupe des quatre amis, Santiago, Gabriel, Jorge et Bruno, se constitue en Conciliabule des Innommables (p. 258), grâce auquel chacun mène une vie plus libre avec l'assistance des autres, pour quelques brèves années, au centre de Lima, à travailler, sortir, et ne pas pouvoir écrire.
Début 2001, lors d'une Journée du Journaliste, tout déraille, et Gabriel démissionne, pour se concentrer sur l'écriture. Il doit vite abandonner les cours privés d'anglais, les sorties (théâtre, cinéma), l'appartement du centre ville, revenir louer chez l'oncle et la tante dans l'extension de leur maisonnette.
Grâce aux amitiés, il peut reprendre quelques activités alimentaires (rédacteur, professeur), dont un cours d'écriture, où il tombe amoureux de Fernanda.
Cet amour est merveilleux et désastreux, surtout en raison de l'étrangeté de Fernanda (Rafael, Juan), de milieu social privilégié. Incapable de se concentrer pour écrire, il finit par exploser et accélérer une rupture difficile pour tous les deux.
Jaime Estrada lui confie un livre et surtout Walk on the Wild Side, chanson de Lou Reed (1972), qui lui est une épiphanie. Pour Santiago, l'écriture est revenue, et Gabriel peut présenter le second recueil de poèmes de son ami. Gabriel effectue un voyage d'une semaine à Ayacucho, pour se purger de Lima. Il y rencontre Eliane, 25 ans, qui a décidé de vivre seule.
De retour à Lima, dans son petit coin, il peut aborder la trentaine sans travail fixe, sans lien affectif et sans projet professionnel d'aucune nature (p. 487). Surtout, il peut écrire, tout raconter.
Hors de ce roman et de ce message, je suis éparpillé et perdu parmi les mots, aussi désarticulé que toi. Hors de cet ordre, je ne comprends pas grand-chose ou ne comprends rien (p. 510).

## Personnages
- Gabriel Lisboa, narrateur, né en 1975, étudiant, journaliste, écrivain
  - son oncle Emilio , sa tante Laura
  - ses amies : Cecilia, Claudia, Fernanda (plus jeune de cinq ans), Eliana (à Ayacucho)
- Santiago Montero, étudiant, poète, ami
  - ses amies : Valeria Klimt, Viviana, Lorena
- Jorge Ramirez Zavala, Tête de poète, étudiant, poète, ami, dandy pauvre et très élégant
  - son amie Alejandra
- Bruno Lorente, Spanton, L'Enfant à tête d'oreiller, étudiant, poète, chanteur, ami
  - son amie Tatiana
- Francisco de Rivera, responsable du magazine Proseco, puis de la Semana
  - Juan José Santos, 50 ans, chef de service de la rubrique politique
  - Saül Vegas Tagle, 55 ans environ, le gros
  - Tito Najarro, Silvio Carranza, Ricardo Rossini, Raul Balboa, Liliana Valencia, Marcos Saavedra
  - Katerina Graciano, Gonzalo Ferrero, Raocio Palazio, Gerardo Barraza, Jessica Lopez
  - Pedro O'Riordan, Tatiana de la Piedra, Diana Sisley, Samuel Canales, Amalia Saravia, Jaime Rosales, Roman Gastaldo, Jimenez Franco, Marcela Graña
- à l'Université : Jaime Estrada, Melanie Degas

## Analyse
Ce roman, partiellement autobiographique, avec tous les changements de nom nécessaires), est le portait d'une génération : Qu'ont-ils fait de leur jeunesse (p. 512) ?
Ou plutôt d'une certaine jeunesse déchirée entre journalisme et littérature, comme leurs anciens (Rivera, Santos, Vegas, et tant d'autres) qui n'ont pas osé se consacrer à la seule écriture, accueillir la mer qui arrive (p. 282), en toute confiance, certain de ne jamais m'y noyer.
Le livre présente le quotidien, les espoirs, les anxiétés de toute une jeunesse exigeante et déclassée des années 1995-2004, à Lima (Pérou).
Un grand hommage est rendu à Mario Vargas Llosa et à son parcours (Piura si loin de Lima, Carlos Ney Barrionuevo (1926-2017), le mentor de Llosa), ainsi qu'à José María Arguedas (1911-1969). De nombreuses références sont faites aux poètes péruviens, d'abord César Vallejo, mais aussi Martín Adán (es), José María Eguren (en), Luis Hernández (poète) (es), Jorge Eduardo Eielson, José Watanabé (es), Antonio Cisneros, Ignacio Parra, Mateo Ramirez Ganoza, Vicente Malatesta, et d'autres écrivains en herbe.

## Accueil
Le public francophone apprécie ce roman sur la jeunesse péruvienne et la société inégalitaire où elle cherche à se faire une place. C’est également un roman d’apprentissage. En parallèle de ses études, qu'il réussit avec succès, il s'initie au métier de journaliste, à l'amitié et à l'amour, dépassant peu à peu sa timidité et ses complexes.
Cette première création littéraire de Jeremías Gamboa, qui a été soutenue par une importante campagne de promotion, au point d’irriter certains journalistes liméniens, mérite d’être confirmée.